# Benedictus Buns

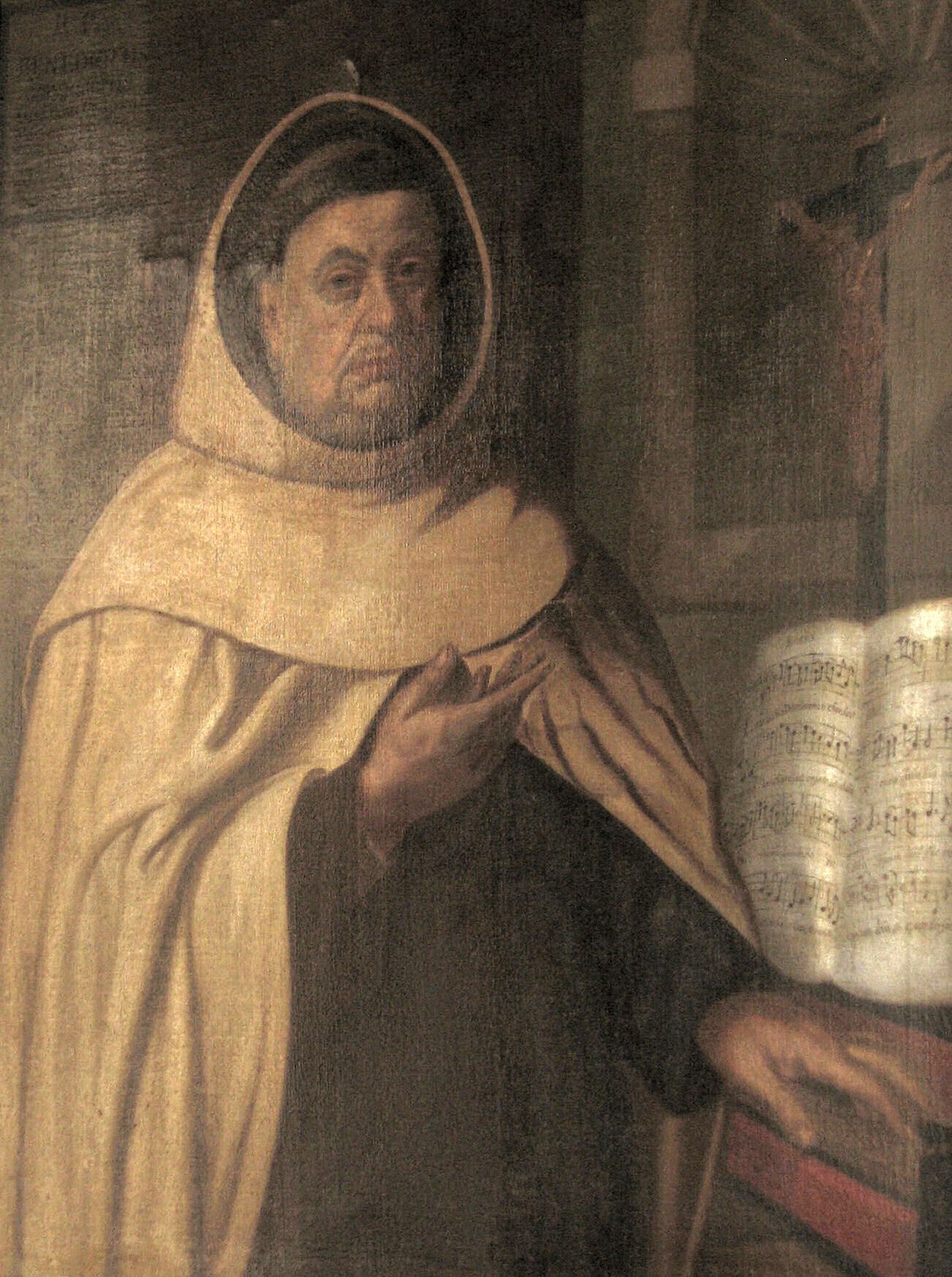
Benedictus à Sancto Josepho.

Benedictus à Sancto Josepho, (geboren Josephus Henricus  Buns) ook Buns Gelriensis (Geldern, circa 19 maart 1643 – Boxmeer, 6 december 1716) was een geestelijke, componist en organist.

## Leven
In 1659 trad Josephus Henricus Buns in de Karmelietenorde in Geldern en nam hij de naam Benedictus à Sancto Josepho aan. In 1660 legde hij daar zijn kloostergeloften af. Na zijn noviciaat vertrok hij voor verdere theologische opleiding naar Antwerpen. Zes jaar na zijn eerste intrede ontving hij in 1666 zijn priesterwijding.
Tussen 1666 en 1671 is hij onder zijn kloosternaam Benedictus à Sancto Josepho naar het in 1653 opgerichte Karmelietenklooster in Boxmeer gekomen. In de periodes 1671-1674, 1677-1683, 1692-1701, 1704-1707 was hij daar subprior. Van 1679 tot aan het eind van zijn leven was hij ook 'titularis' en organist van het klooster en Benedictus à Sancto Josepho  had de beschikking over het orgel dat de Mechelse orgelmaker Blasius Bremser in 1677 in de Petruskerk had geplaatst. Dat het klooster nauwe banden had met de heren van Boxmeer, blijkt uit het feit dat hij zich op de titelbladzijde van zijn opus IX uit 1699 Aulae Bergis phonascus et organista ofwel 'zangmeester' en organist noemde van Oswald III van den Bergh in Boxmeer en van de familie van den Bergh in 's-Heerenbergh. Boxmeer was in de zeventiende eeuw een katholieke enclave in het door de Republiek der Zeven Verenigde Nederlanden bestuurde deel van het oude hertogdom Brabant. Benedictus à Sancto  Josepho beschouwt zich als de "huiscomponist" van de familie van den Bergh. Met Oswald III en zijn gemalin Maria Leopoldina onderhield Benedictus à Sancto Josepho vriendschappelijke betrekkingen, wat ook op te maken is uit een bewaarde brief uit 1688. Oswald III was de zoon van Albert van den Bergh, de stichter van het Boxmeerse klooster.
Benedictus à Sancto Josepho kreeg ook naam als orgelexpert en orgeladviseur.

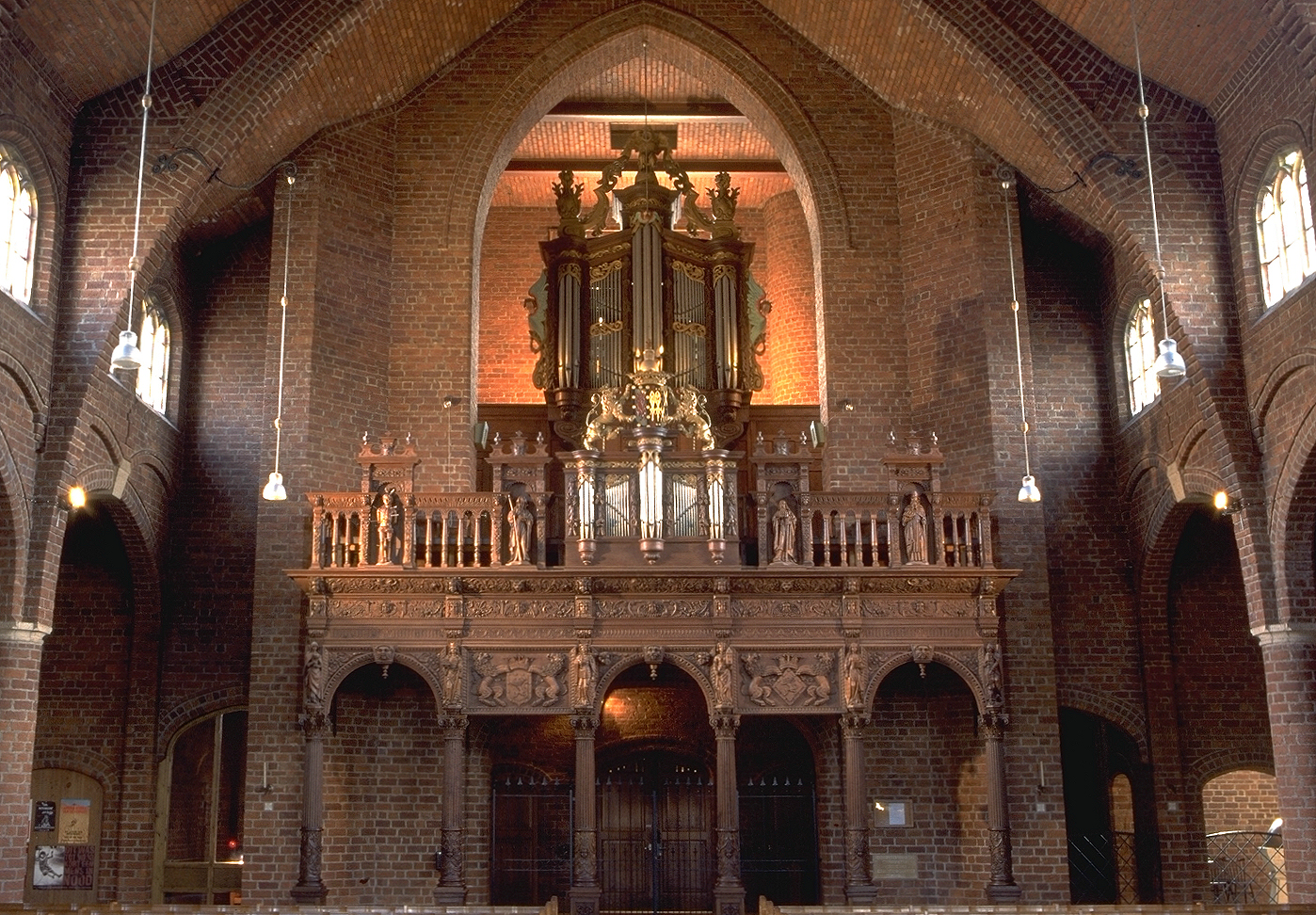
Het orgel in de Basiliek van Boxmeer dat Benedictus à Sancto Josepho bespeelde.

In 1688 was Benedictus à Sancto Josepho betrokken bij de voltooiing en de uitbreiding van het Bremser-orgel in Boxmeer door Jan van Dijck. In 1703 keurde Benedictus à Sancto Josepho het Ruprecht(II)-orgel, dat gebouwd was voor de kapel van het Karmelietessenklooster Elsendael in Boxmeer en hij deed hetzelfde in 1706 met het nieuwe orgel dat Conrad Ruprecht II leverde via zijn bemiddeling aan het klooster in Geldern.
Benedictus à Sancto Josepho overleed op 6 december 1716 en werd opgevolgd door Cecilius à Sancto Gerardo. Als organist was Benedictus à Sancto Josepho in Boxmeer zelf de opvolger geweest van Hubertus à Sancto Joanne Vlaminck (1633-1679), die daar organist was van 1668 tot 1679.
Postuum, vijf jaar na zijn overlijden, verscheen het door hem samengestelde Manuale Chori, een bundeling van de muziek die een monnik/kloosterling in het koor nodig had.

## Tijdsbeeld waarin Benedictus à Sancto Josepho leefde en werkte
Benedictus à Sancto Josepho leefde en werkte in een tijd dat de baronie Boxmeer als vrije heerlijkheid een vrije enclave was in de calvinistische Republiek der Zeven Verenigde Nederlanden. Deze heerlijkheid was een autonoom gebied dat van de Reformatie niets te duchten had. Sinds de Vrede van Münster in 1648 waren de katholieken in een groot deel van Brabant gedwongen hun kerken aan de nieuwe godsdienst af te staan. In Boxmeer echter kon de katholieke godsdienst in alle vrijheid beleden worden en ook de erdoor geïnspireerde kunstnijverheid nam in de heerlijkheid een grote vlucht. Het waren mede de katholieke graven van Bergh uit 's-Heerenberg die de culturele bloeitijd in Boxmeer stimuleerden. Daarnaast bezaten enkele welvarende families, zoals Van Odenhoven, De Raet en Hengst in Boxmeer landgoederen zoals Het Leucker, de Weijer en Elsendock. Zij brachten tevens werkgelegenheid van administratieve aard in Boxmeer.
Op instigatie en verzoek van graaf Albert van den Bergh werden de Vlaamse karmelieten verzocht een klooster in Boxmeer te stichten. Boxmeer behoorde toentertijd tot het bisdom Roermond, dat per 14 augustus 1653 toestemming verleende tot het stichten van een Karmelklooster in Boxmeer. Oorkondes uit eind 1652 bezegelden een gedane schenking aan de Vlaamse Karmel en de Geldernse Karmel door graaf Albert van den Bergh van twee morgen grond gelegen aan de hoofdstraat naast en ten zuiden van de bestaande parochiekerk in Boxmeer. Boxmeer gold als bolwerk tegen de oprukkende Reformatie.
Benedictus à Sanco Josepho's - voornamelijk geestelijke - muziek kon in Boxmeer ongehinderd gedijen. Bovendien wist hij zich verzekerd van de steun van de graven van den Bergh. In opdracht van Madeleine de Cusance, de weduwe van graaf Albert en in opdracht van diens zoon Oswald III van den Bergh componeerde Benedictus à Sancto Josepho. Ondanks hun steun en zijn reizen naar Brussel, Antwerpen en Mechelen raakte zijn muziek niet wijdverbreid. Zijn muzikale kwaliteiten werden 
door vooral en voornamelijk Antwerpse en Brusselse muziekdrukkers wel (h)erkend en zijn muziek gepubliceerd. Zijn opus VIII - geheel bestaande uit 13 sonates - werd overigens in Amsterdam gedrukt. De invloed van het calvinistische Den Haag maakte dat de geestelijke muziek van Benedictus à Sancto Josepho nauwelijks aan bod kwam in de Republiek, alhoewel hij wel in Den Haag musiceerde.
Dat Benedictus à Sancto Josepho niet in de beslotenheid van het klooster bleef, blijkt onder meer uit de reizen die hij maakte. De karmelieten maakten zich sinds de kloosterhervorming van Touraine in 1604 sterk voor de integratie van kunst en onderwijs in het klooster, dus ook voor de muziek van Benedictus à Sancto Josepho. In die zin en als exponent daarvan stond de Latijnse school in Boxmeer – geopend in 1658 - mede borg voor 'artes liberales usque ad rhetoricam'. Deze Latijnse school vormde ook een tegenwicht tegen de gereformeerde colleges in de Republiek. De graven van den Bergh zagen deze school als een wetenschappelijk centrum en een cultureel bolwerk. De karmelieten dienden wel rekening te houden met de 'jurisdictiones, praeeminentias et immunitates' (rechtsmacht, voorrang en onschendbaarheid) van de graven van den Bergh.

## Werken
Benedictus à Sancto Josepho  schreef motetten, dialogen voor vocale en instrumentale bezetting, instrumentale sonates, litanieën en missen.
Van Benedictus à Sancto Josepho  verschenen acht bundels met kerkmuziek in de periode van 1666 tot 1701 en in 1698 één bundel met triosonates. Van de negen bundels werd tot op heden van zeven minstens één volledig exemplaar aangetroffen. Gevestigde muziekdrukkers zoals Petrus Phalesius, Hendrik Aertssens en Lucas Potter uit Antwerpen, Arnold van Eynden uit Utrecht en Estienne Roger uit Amsterdam publiceerden muziek van Benedictus à Sancto Josepho. Bijzonder is dat de opus II is opgedragen aan zijn broer Jan Buns, een kunstschilder werkzaam in Amsterdam en Keulen en aan zijn broer Gerard Buns een bewindvoerder uit Geldern en gevolmachtigde bij kerkelijke aangelegenheden zoals de aankoop van een orgel voor de Stiftskerk te Kleef.
Zelfs na Benedictus’ dood in 1716 verschenen opusnummers. De opusnummers I tot IX die bij leven van de componist werden uitgegeven, tellen samen 123 overgeleverde composities, waaronder 109 geestelijke vocale werken met instrumentale begeleiding: 11 Missen, 2 Requiem motetten, 2 Magnificats, 5 Laurentijnse Litanieën, 8 Tantum ergo's, 11 Salve Regina's, 4 Regina coeli's, 1 Te Deum, Ave Maria, 2 Missa pro defunctis, 1 Ave regina coelorum, 1 Alma Redemptoris Mater, 11 kleine oratoria met vrije geestelijke tekst en composities ter ere van Beata Maria Virgine, Sancto Josepho, Sancto vel sancto, Sanctissimo Sacramento en vele andere religieuze plechtigheden. 
Benedictus à Sancto Josepho's  werk reflecteert zijn activiteiten in dienst van de orde. Daarnaast componeerde hij 13 triosonates van het type Sonata da chiesa voor 2 violen, viola da gamba en basso continuo die in 1698 werden uitgegeven bij de Amsterdamse drukker Estienne Roger als opus VIII en met als titel: Orpheus Elianus è Carmelo in orbem Editus a 2 Viol. et Basso viola cum Basso Continuo. De bundel was met een in het Latijn gestelde dedicatie opgedragen aan Graaf Oswald III van den Bergh Boxmeer en zijn vrouw Maria Leopoldina van Oost-Friesland-Rittburg.
De Opus V en Opus VII zijn eveneens aan Graaf Oswald III van den Bergh Boxmeer opgedragen.

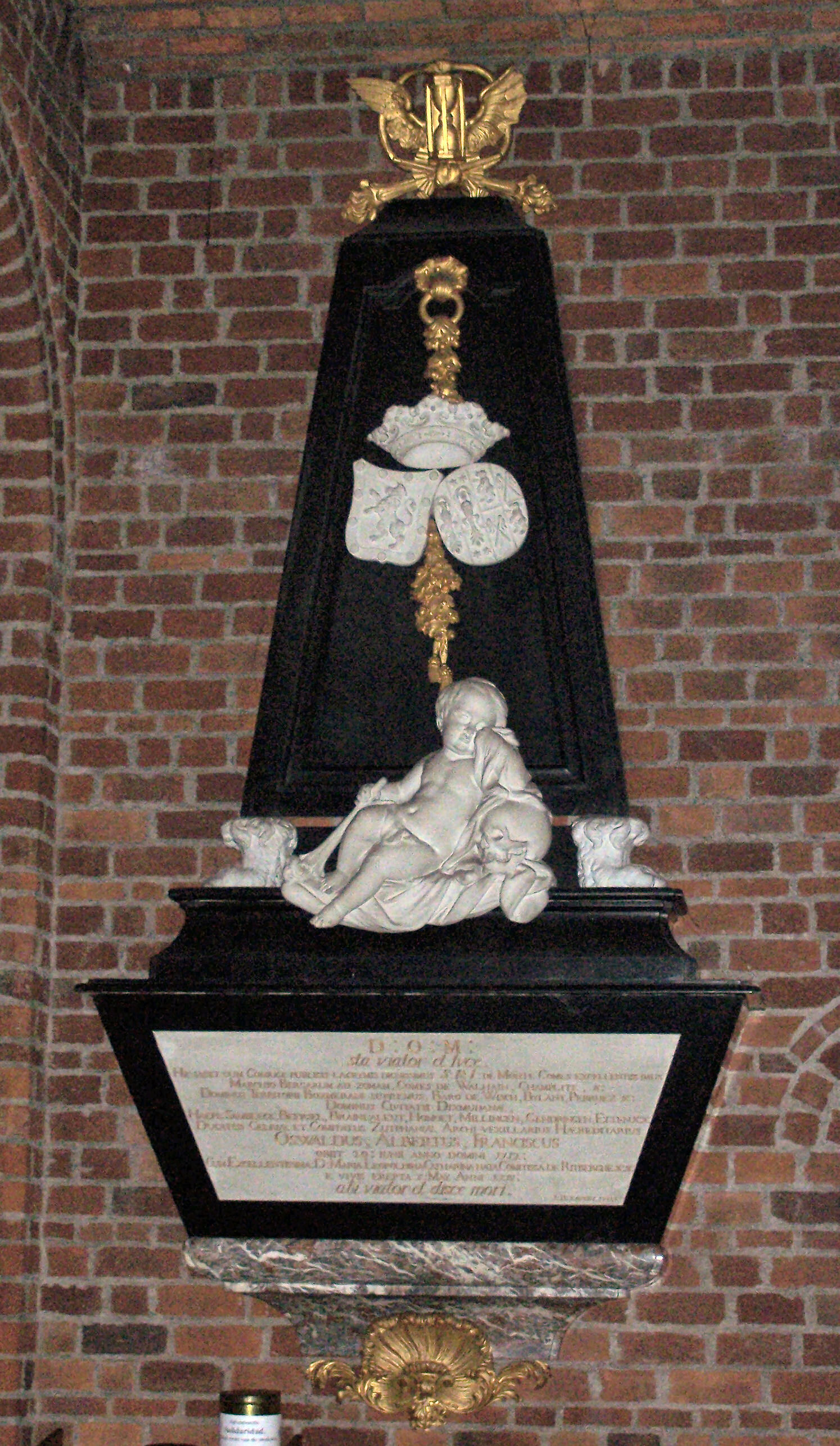
Het grafmonument van Graaf Oswald III van den Bergh en zijn gemalin in de Basiliek te Boxmeer.

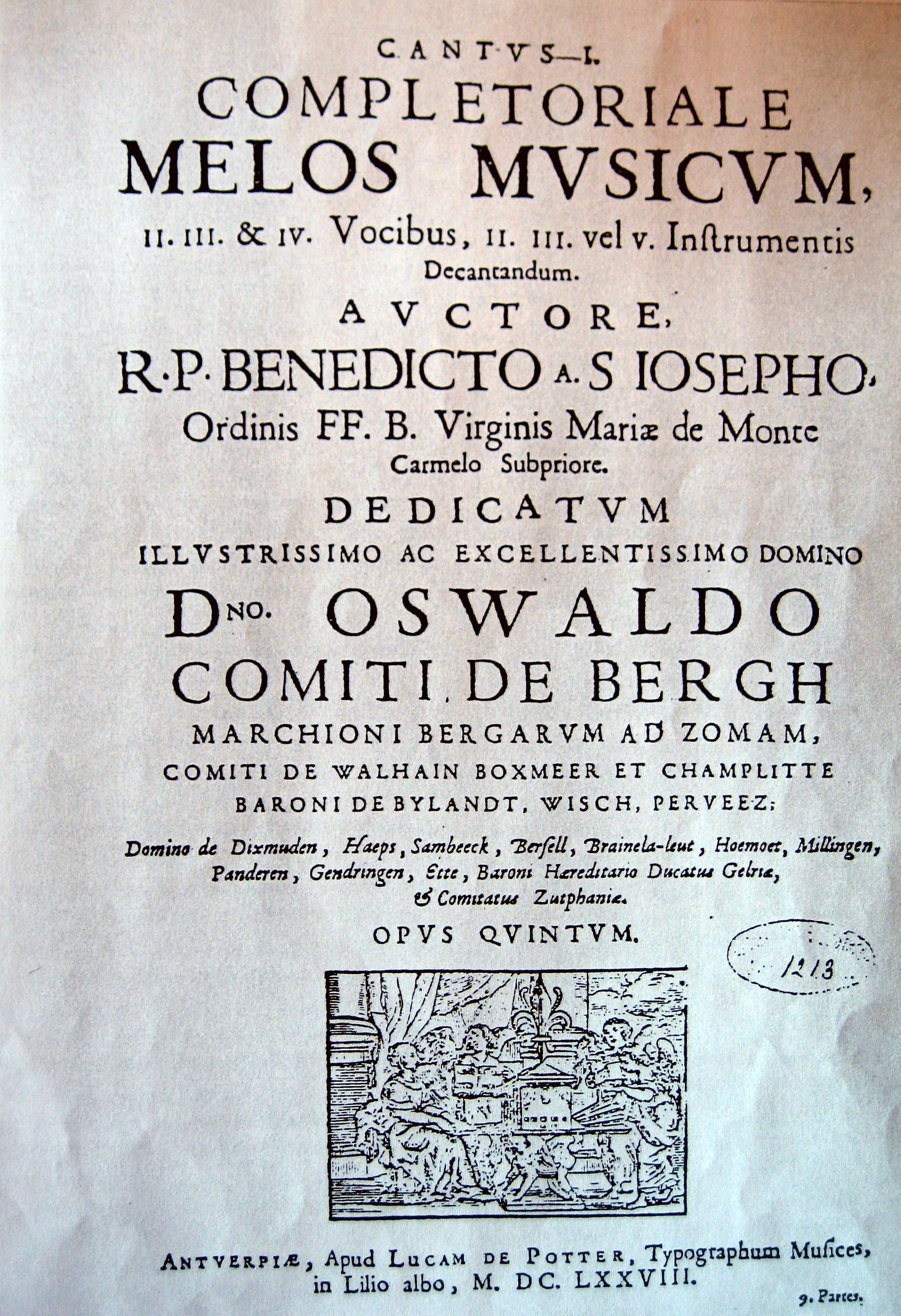
Titelpagina van de Opus V met Latijnse dedicatie aan Graaf Oswald III van den Bergh.

De veertiende instrumentale sonate door Benedictus à Sancto Josepho geschreven is Sonate Finalis nr.15, Opus V en is uitgegeven in 1678. Deze Sonate heeft twee instrumentale koren, toonaangevend uit de Venetiaanse School. Verrassend en ingenieus is het wisselspel tussen koor I (Viool 1 en 2, altviool en viola da Gamba) en koor II ( Viool 1 en 2, altviool, tenor viool en dulciaan) ondersteund door het continuo(orgel/klavecimbel en violabas).
Vanaf 1701 bestudeerde en beoefende Benedictus à Sancto Josepho de Gregoriaanse muziek en zang. In 1711 verschenen bij uitgeverij Plantijn in Antwerpen en - na zijn dood - in 1721 bij Ludovicus de Quantinne in Brussel twee boekdelen Gregoriaanse gezangen voor de liturgische praktijk, door Benedictus à Sancto Josepho verzameld onder meer voor het Karmelietenklooster te Boxmeer gegeven de hoofdtitel van de boekdelen: Fratrum Beata Virginae Mariae Monte Carmelo Boxmeriensis: de Processionale juxta usum Fratrum Beatae Virginis Mariae de Monte Carmelo en de Manuale Chori ad usum Fratrum Beatae Virginis Mariae de Monte Carmelo. Beide boeken kenmerken zich door de theoretische en muzikale toevoegingen aan Gregoriaanse gezangen door Benedictus à Sancto Josepho. De composities van Benedictus à Sancto Josepho worden aangetroffen in bibliotheken van Amsterdam, Utrecht, Brussel, Antwerpen, Geldern, Boxmeer, Parijs, Zürich, Wenen en Uppsala.

## Lijst gepubliceerde werken
- Opus I, Missae, litaniae, et motetta, IV. V. VI. vocibus cum instrument. et ripienis, Antwerpen, uitgegeven bij de erfgenamen van Petrus Phalesius, 1666; twee missen, drie motetten, twee litanieën voor vijf solostemmen, vierstemmig koor, instrumenten en basso continuo.
- Opus II, Corona stellarum duodecim serta, I. II. II. IV. vocibus et instrumentis, editio secunda aucta et emendata, Antwerpen, uitgegeven bij de erfgenamen van Petrus Phalesius, 1673, de eerste uitgave van vermoedelijk omstreeks 1670 is verloren gegaan; zeven motetten, twee missen, litanieën, Salve Regina, Tantum ergo, voor 1-4 solostemmen en basso continuo.
- Opus III, Flosculi musici, Antwerpen, uitgegeven bij de erfgenamen van Petrus Phalesius, 1672: veertien motetten, één- tot vierstemmig, instrumenten en basso continuo.
- Opus IV, Musica montana in monte Carmelo composita, cantata in monte Domini, 1. 2. 3. vocibus, & unum Tantum ergo. 4. voc. & 2, 3 vel 5. instrumentis, Bergh-muziek, Antwerpen, uitgegeven bij Lucas de Potter, 1677.
- Opus V, Completoriale melos musicum, II. III. & IV. vocibus, II. III. vel V. instrumentis decantandum, Antwerpen, uitgegeven bij Lucas de Potter, 1678; zeven motetten, vier Maria-antifonen, litanieën, twee Tantum ergo‘s, voor twee tot vier stemmen, instrumenten en basso continuo en Sonata finalis II choris (instrumentaal dubbelkoor).[4].
- Opus VI, Encomia sacra musice decantanda 1, 2, 3 vocibus et 2, 3, 4. et 5 instrumentis, Utrecht, uitgegeven bij Arnold van Eynden, 1683: negentien motetten, één mis, voor één tot drie stemmen (TTB), instrumenten en basso continuo.
- Opus VII, Orpheus gaudens et lugens, sive cantica gaudii ac luctus, a 1, 2, 3, 3 & 5 vocibus ac instrumentis compositta, Antwerpen, uitgegeven bij Hendrick Aertssens, 1693; vijftien motetten voor 1 tot 5 solostemmen, instrumenten en basso continuo, vier missen voor 4-5 solostemmen, instrumenten en basso continuo.
- Opus VIII, Orpheus Elianus a Carmelo in orbem editus a 2 violinis et basso viola cum basso continuo, Amsterdam, uitgegeven bij Estienne Roger, 1698; dertien triosonates, voor 2 violen, viola da gamba en basso continuo.
- Opus IX, Missa sacris ornata canticis 1. 2. 3. vocibus et 1. 2. 3. 4. et 5 instrumentis, Amsterdam, uitgegeven bij Estienne Roger, 1699; één mis voor 3 solostemmen, tien motetten voor 1 tot 3 solostemmen, instrumenten en basso continuo
- Gregoriaanse zang Processionale juxta usum Fratrum Beatae Virginis Mariae de Monte Carmelo, uitgegeven in Antwerpen bij Plantijn, 1711.
- Gregoriaanse zang Manuale Chori ad usum Fratrum Beatae Virginis Mariae de Monte Carmelo, uitgegeven in Brussel bij Ludovicus de Wainne, 1721.

## Waardering
Na zijn overlijden werd Benedictus à Sancto Josepho bijgezet in een van de Boxmeerse kloostergangen: in de necrologie van het Karmelietenklooster te Boxmeer staat te lezen: 6. December obiit P. Benedictus à Sancto Josepho alias Buns, Gelriensis, quondam subprior, organista ac Musiciae componista famosissimus aet. 74,  prof. 56,  sac. 50, jubil. 6. In Frankrijk viel Buns de bijnaam le grand carme te beurt. De Nederlandse musicoloog Frits Noske heeft aanzienlijk bijgedragen tot het toegankelijk maken van het werk van Buns. Daarnaast zijn in 1967 onder leiding van Theo Lamée in Boxmeer en later in 2001 onder leiding van Hans Smout evenzeer in Boxmeer, Benedictus Buns memorials gehouden.
In 1968 werd als hommage aan Benedictus Buns een eenvoudige marmeren plaquette onthuld in de pandgangen van het Karmelietenklooster te Boxmeer.
Benedictus à Sancto Josepho  heeft zich vooral verdienstelijk gemaakt voor de Nederlandse katholieke kerkmuziek. Hij kan, alhoewel hij veelal religieuze muziek schreef, als de meest belangrijke Nederlandse componist in de tweede helft van de zeventiende eeuw worden beschouwd. Kenmerkend voor Benedictus à Sancto Josepho is de structuur van verhoudingsgewijs korte stukken met wisselende maat en tempo. De motetten op Latijnse tekst zijn van meditatieve aard. De zetting van de Primus in de bovenstem is homofoon gedacht en instrumentale componenten onder de noemer Symphonia, Sonata en Ritornello bepalen voor- en tussenspel. Benedictus à Sancto Josepho  componeerde overigens ook schitterende concerterende missen, zoals de Missa Secunda uit het Opus I no. 2 voor 6 stemmen en 4 stemmen in repiëno et instrumenti en ook zijn mis in F (Opus VI no. 20) voor drie gelijke stemmen kent een levendig Gloria.
De compomist haalde teksten van zijn motetten uit de Heilige Schrift, deels ook teksten die naar de Schrift verwijzen en mogelijk ook uit eigen bijdragen in meditatieve stijl. Ook nieuw gecreëerde teksten van dichters uit de 17e eeuw waren een inspiratiebron voor Benedictus à Sancto Josepho's  motetten. Zelfs letterlijke citaten uit de Heilige Schrift behandelt Benedictus ä Sancto Josepho  op een oratorische wijze. Hij onderstreept de gekozen tekst met sprekende beeldende muziek. Overeenkomstig behoudsgezinde gewoontes is het instrumentale deel in de eerste fase geschreven voor drie of vijf instrumenten en slechts zelden voor vier instrumenten naar de modernere schrijfwijze. De door Benedictus à Sancto Josepho gekozen en aangewende instrumentatie bestaat uit alt- en tenorviolen, viola, gamba, basgamba, cello, fagot, basso continuo, gewoonlijk orgel met basviolen, een enkele in Opus II met trombones. Daarnaast valt op het veelvuldig disponeren van de fagot/dulciaan. In sonata finalis nr. 15 uit Opus V daarentegen, componeert Benedictus à Sancto Josepho  voor twee instrumentale koren met basso continuo. Deze compositie is representatief voor het moderne concertoprincipe dat door Benedictus ä Sancto Josepho  wordt aangewend, maar geeft tevens aan welk een muzikale kunde Benedictus à Sancto Josepho  bezat.
De 13 sonates van opus VIII zijn geschreven in een uitmuntend virtuoos barokidioom, met een enigszins zuidelijk tintje. Dit Opus VIII — Orpheus Elianus e Carmelo in orbem editus — geldt als prachtig voorbeeld van geïnspireerde Nederlandse muziek. Orpheus Elianus verwijst vanzelfsprekend naar de profeet Elia, zoals Benedictus à Sancto Josepho  in zijn Opus VII naar Elia verwees als de spirituele inspiratiebron voor de stichters en leden van de Karmelietenorde waartoe Benedictus ä Sancto Josepho behoorde. De 13 triosonates zijn duidelijk verwant aan de sonata da Chiesa van Arcangelo Corelli. Ze bestaan uit korte in elkaar overlopende deeltjes, vaak vijfdelig; Adagio - Allegro - Adagio – Allegro – Adagio. Waarschijnlijk kan Sonata finalis nr. 15 uit Opus V voor twee violenkoren worden beschouwd als een uitstekend instrumentaal motet. Bijzonder verrassend en vernuftig is het wisselend spel tussen koor I (met viool 1 en 2, viola en viola da gamba) en koor II (viool 1 en 2, viola, tenorviool en dulciaan/fagot) ondersteund door het continuo (orgel, klavecimbel en contrabas). Opus VIII vertoont over het geheel genomen een logisch tonaal systeem. De eerste zes sonates volgen de kwintencirkel in mineur, van c over g, d, a, en e tot b. Sonate nr.7 vangt aan met fis klein maar moduleert naar Es groot. De laatste zes sonates nr. 8 tot 13 gaan de kwintencirkel verder af, maar nu in groot, van Es, over Bes, F, C, G tot D. De gekozen harmonische structuren zijn interessant en verlenen dit Opus VIII een solide bouw.
Ongetwijfeld stond Benedictus à Sancto Josepho sterk onder invloed van de Italiaanse componisten van zijn tijd, zoals Pietro Andrea Ziani (1616-1684), Giovanni Battista Bassani (1650-1716) en Giovanni Degli Antonii (1636-1698). Het is niet uitgesloten dat Benedictus à Sancto Josepho  contacten had met musici binnen de Italiaanse en Vlaamse Karmelietenorde. Wie de muziekleraar van Benedictus Buns in Geldern was, is niet bekend. De vermaarde musicus en organist pater Elias Vom H. Nikolaus, Louet, uit Langres Frankrijk en werkzaam in Geldern heeft hem als jonge leerling de eerste muziekbeginselen bijgebracht . In het Karmelietenklooster van Geldern stonden in Benedictus à Sancto Josepho's  tijd twee orgels opgesteld in de kloosterkerk. De karmelieten waren in die tijd hogelijk bekwaam in de kunst van de muziek. Onderzoek heeft vastgesteld dat contacten hebben bestaan tussen de graaf en de familie van den Bergh 's-Heerenbergh en de kapelmeesters van Keulen, zoals Carl Rosier (1640–1725) en zelfs de Vlaamse Carolus Hacquart (ca. 1640–1701); het is niet ondenkbaar dat er een kapelmeester uit Keulen in 's-Heerenbergh actief was. Benedictus à Sancto Josepho's muziek is gegrond op het principe en de stijl van de Venetiaanse School aan het begin van de 17de eeuw en zijn oeuvre vertoont overeenkomst met dat van Monteverdi en kan zelfs vergeleken worden met dat van Charpentier en Corelli. Benedictus à Sancto Josepho was lid van Collegium Musicum Ultrajectinum en als prior van de karmelieten en ook als musicus reisde hij op uitnodiging naar Den Haag, Leiden, Rotterdam, Utrecht en Antwerpen. Vergeleken met de eerste periode van zijn compositorisch leven wordt gaande Benedictus à Sancto Josepho's leven zijn gecomponeerde muziek soberder en ingetogener. Benedictus à Sancto Josepho ontwikkelt gaandeweg een eigen Brabantse stijl, uniek om de tekst tot uitdrukking te laten komen, een sterk emotionele stijl die zeer expressief is.

## Discografie
Instrumentale muziek
- Benedictus à Sancto Josepho, 13 Triosonates door Ensemble Séverin,  uit: Orpheus Elianus è Carmelo in orbem editus, op.VIII, 1698, nr.I-XIII, NM Classics 92131, 2004, opgenomen in april 2003.
- Instrumental and vocal works from the Golden Age onder meer uit: Orpheus Elianus è Carmelo in orbem editus, opus VIII, 1698, Trio sonate VII in F Sharp to Es Major, door Musica Amphion o.l.v. Pieter-Jan Belder, Brilliant Classics 93100, 2006 and new edition Instrumental and vocal works from the Golden Age  Brilliant Classics 95917, 2019.
- cd Brabants Muzyk Collegie Brabants Muzyk Collegie, Brabantse Barokmuziek. Recorded 1998. Uitvoerenden: Eindhovens Vocaal Ensemble and Brabants Muzyk Collegie, conductor & organist Ruud Huijbregts. A private edition. Uit: Orpheus Elianus è Carmelo in orbem editus, opus VIII, 1698, Triosonate nr. 3 en uit: Completoriale Melos Musicum, opus V, 1678, Sonata finalis a II Chori, nr. 15.

Voor verder opgenomen werken van Benedictus à Sancto Josepho op cd/LP zie onderstaande lijst en kijk voor de opgenomen specifieke geestelijke werken bij mr. Wim Goossens Boxmeer in classical-composers.
- Brabantse Barokmuziek, door Eindhovens Vocaal Ensemble, dirigent & organist Ruud Huijbregts, werken van Benedictus à Sancto Josepho: uit Completoriale melos musicum, opus V, 1699, Sonate Finalis a II Chori en Dialogus Posita in Medio; uit Missae, litaniae et Motetta, Opus I, 1666, Sonent Cytharae; uit Orpheus Elianus è Carmelo in orbem editus, opus VIII, 1698, Trio sonate III; uit Missa sacris ornata canticis, opus IX, 1699, Ave Maria, opname in eigen beheer, 1998.
- Four Dutch Composers of the Golden Age;  uit Completoriale melos musicum, opus V, 1678, Magnificat; uit: Economia, opus VI, 1683, O Sors Optata; uit Missae, Litaniae et Motetta, opus I, 1966, Salve Regina,  o.l.v. Erik van Nevel, Vanguard Classics 99126, 1995.
- De profundis clamavi, German sacred cantatas,Conciertos sacros Alemanes door L’Armonia Sonora met Mieneke Van Der Velden en Peter Kooij (bas), uit Encomia, opus VI, 1683, Domine, ne in furore tuo, Ramée RAM0604, 2006-2007.
- Saint and Sinners, Cappella Figuralis, o.l.v. Jos Van Veldhoven; uit Missa sacris ornata canticis, opus IX, 1699, Ave Maria; uit Completoriale Omelos musicum, opus V, 1678, Posita in medio; uit Encomia, opus VI, 1683, Obstupescite en Domine ne in furore tuo, Channel Classics, 1998
- Harmoniae Sacrae , door L’Armonia Sonora met Mieneke Van Der Velden en Peter Kooij (bas) onder meer werk van Benedictus à Sancto Josepho,  uit Encomia, opus VI, 1683, Obstupescite, Ramée Ram0905, 2009.
- Kerstfeest, Noël, Christmas, Weihnachten , Nederlandse Bachvereniging koor en orkest o.l.v. Jos Van Veldhoven, onder meer werk van Benedictus à Sancto Josepho, uit Missa sacris ornata canticis, opus IX, 1699, Ave Maria, DBX 10320 of CCS SEG 6111, 2011.
- Holland Baroque, Brabant 1653, artistiek leiders Judith en Tineke Steenbrink, van Benedictus à Sancto Josepho, Magnificat Opus V no.3, Alma Redemptoris Mater Opus V no. 10, Salve Regina Opus V no. 8, Quis me territat? Opus VI, no. 8, Adagio Opus VIII no. 1, Tantum Ergo Opus IX no. 11, Pentatone, PTC 5186 895, 2021.